# Denys de Salvaing de Boissieu
Pour les articles homonymes, voir Boissieu.
 (décembre 2018).
Si vous disposez d'ouvrages ou d'articles de référence ou si vous connaissez des sites web de qualité traitant du thème abordé ici, merci de compléter l'article en donnant les références utiles à sa vérifiabilité et en les liant à la section « Notes et références ».
Denys de Salvaing de Boissieu, né le 21 avril 1600 à Vourey et mort le 10 avril 1683, dans ce même village, est un magistrat et érudit français, historien du Dauphiné.

## Biographie
Son père, Charles de Salvaing, seigneur de Boissieu, est un érudit passionné de lettres et connaissant plusieurs langues, guidant ainsi son fils vers le droit et les lettres. Au décès de son père en janvier 1615, sa mère Charlotte d'Arces le confie à un parent qui le place à Paris où il devient agrégé à la Sorbonne. Fin 1619, Claude Expilly, ami de son père et président au Parlement de Grenoble, lui conseille d'étudier le droit, ce qu'il fait à Valence jusqu'à obtenir le grade de docteur le 15 avril 1621.
En mai 1632, Il épouse Elisabeth Deageant, fille de Claude Guichard Déageant, qui meurt en 1635 âgée de 25 ans après lui avoir donnée une fille. Il se remarie en 1640 avec Elisabeth de Villers La Faye dont il n'eut pas d'enfant.
Après quelques postes obtenus par ses relations, substitut du procureur-général au Parlement de Grenoble puis vibailli du Grésivaudan, il devient conseiller du roy en ses conseils et enfin premier président de la Chambre des comptes du Dauphiné de 1639 à 1674.
Il est surtout connu pour son savoir [ref. necessaire]: « Ce fut l’un des hommes les plus remarquables de son siècle par son savoir presque universel ; il possédait une importante bibliothèque d’ouvrages grecs qui avait été commencée par son père et qu’il avait considérablement augmentée. » 

## Œuvres
- Sylvae quatuor de totidem Delphinatus miraculis, accedit ejusdem et Isabellae Deagentiae Epithalamium, autore Scipione Guilleto,... accedunt item Salvagniorum Delphinatum qui tum armis tum doctrina quatuor retro seculis praecipue claruerunt Epitaphia (1638)
- Traité du plait seigneurial et de son usage en Dauphiné, contenant diverses questions en matière de droits seigneuriaux (1652)
- Septem Miracula Delphinatus (Les sept merveilles du Dauphiné) (1656)
- De l'Usage des fiefs et autres droits seigneuriaux en Dauphiné. Première partie contenant plusieurs remarques incidentes servans à l'histoire de Dauphiné (1664)
- De l'Usage des fiefs et autres droits seigneuriaux. Deuxième édition, augmentée de la seconde partie et du Traité du plait seigneurial, avec plusieurs remarques servants à l'histoire (1668)
- De l'usage des fiefs et autres droits seigneuriaux. Dernière édition, revue, corrigée et augmentée (1731)